# Tendosphaera graeca
Tendosphaera graeca är en kräftdjursart som beskrevs av Helmut Schmalfuss 1989C. Tendosphaera graeca ingår i släktet Tendosphaera och familjen Tendosphaeridae. Inga underarter finns listade i Catalogue of Life.